# Холокост в Мозырском районе
Холокост в Мо́зырском районе — систематическое преследование и уничтожение евреев на территории Мозырского района Гомельской области оккупационными властями нацистской Германии и коллаборационистами в 1941—1944 годах во время Второй мировой войны, в рамках политики «Окончательного решения еврейского вопроса» — составная часть Холокоста в Белоруссии и Катастрофы европейского еврейства.

## Геноцид евреев в районе
Мозырский район был полностью оккупирован немецкими войсками в августе 1941 года, и оккупация продлилась до января 1944 года. Нацисты включили Мозырский район в состав территории, административно отнесённой в состав генерального округа «Житомир» рейхскомиссариата Украина.
Для осуществления политики геноцида и проведения карательных операций сразу вслед за войсками в район прибыли карательные подразделения войск СС, айнзатцгруппы, зондеркоманды, тайная полевая полиция (ГФП), полиция безопасности и СД, жандармерия и гестапо.
Во всех крупных деревнях района были созданы районные (волостные) управы и полицейские гарнизоны из белорусских и украинских коллаборационистов.
Одновременно с оккупацией нацисты и их приспешники начали поголовное уничтожение евреев. «Акции» (таким эвфемизмом гитлеровцы называли организованные ими массовые убийства) повторялись множество раз во многих местах. В тех населенных пунктах, где евреев убили не сразу, их содержали в условиях гетто вплоть до полного уничтожения, используя на тяжелых и грязных принудительных работах, от чего многие узники умерли от непосильных нагрузок в условиях постоянного голода и отсутствия медицинской помощи.
За время оккупации практически все евреи Мозырского района были убиты, а немногие спасшиеся в большинстве воевали впоследствии в партизанских отрядах.
Евреев в районе убивали в Мозыре, деревнях Мелешковичи, Редька, Слобода, Черемошня (более 30 человек в августе 1941 года) и других.

## Гетто
Памятники и мемориальные доски в Мозыре
Оккупационные власти под страхом смерти запретили евреям снимать желтые латы или шестиконечные звезды (опознавательные знаки на верхней одежде), выходить из гетто без специального разрешения, менять место проживания и квартиру внутри гетто, ходить по тротуарам, пользоваться общественным транспортом, находиться на территории парков и общественных мест, посещать школы.
Реализуя нацистскую программу уничтожения евреев, немцы создавали гетто почти во всех городах и населённых пунктах Беларуси, где проживало еврейское население. Так и в Мозырском районе оккупанты организовали 2 гетто.
- В гетто города Мозырь (осень 1941 — февраль 1942) были замучены и убиты около 4000 евреев.

### Гетто в Скрыгалове
В деревне Скрыгалов гетто просуществовало до января (февраля) 1942 года.
По данным комиссии ЧГК, убивать евреев немцы начали сразу после оккупации деревни. 15 января (2 февраля) 1942 года в Скрыгалов приехал отряд СС и с помощью местных полицаев согнал оставшихся евреев в дом Нохима Фридмана. Всего там оказалось 45 (более 60) человек. Затем обречённых людей отвели на польское кладбище в полукилометре от деревни и расстреляли из пулемёта.
Памятники и мемориальные доски в Мозыре
Белоруску Лукерью Гельтман убили вместе с ребёнком только за то, что она была женой еврея. Так же были убиты ещё многие члены смешанных белоруско-еврейских семей.
Часть евреев Скрыгалова увезли и убили в Мозыре.
Опубликованы неполные списки жертв геноцида евреев в Скрыгалове.

## Случаи спасения и «Праведники народов мира»
В Мозырском районе 7 человек были удостоены почетного звания «Праведник народов мира» от израильского мемориального института «Яд Вашем» «в знак глубочайшей признательности за помощь, оказанную еврейскому народу в годы Второй мировой войны»:
- Слижевская (Целуйко) Хелена — ею была спасена Ганелес (Пикман) Бася в деревне Бобры (сейчас в границах Мозыря)[25][26];
- Пашковские Григорий, Елена и Лариса, Мазуркевич Григорий и Анастасия — ими была спасена Миндлина Мария в деревне Загорины[27];
- Мазуркевич Григорий и Анастасия — ими была спасена Миндлина Мария в деревне Загорины[28];
- Кириллова Мария — ею была спасена Миндлина Мария в деревне Редька[29].

## Память
Опубликованы неполные списки жертв геноцида евреев в Мозырском районе.
В Мозыре установлены 4 памятника и 2 памятные доски в местах массовых убийств мозырских евреев. Памятник убитым евреям также установлен в деревне Черемошня.